# Tilsi Pikkjärv
Pikkjärv är en sjö i sydöstra Estland. Den kallas också Tilsi Pikkjärv för att skilja den från flera andra sjöar med samma namn. Den ligger i Laheda kommun i landskapet Põlvamaa, 210 km sydost om huvudstaden Tallinn. Pikkjärv ligger 82 meter över havet. Arean är 0,25 kvadratkilometer och sjöns största djup är 5 meter. Den sträcker sig 1,64 kilometer i nord-sydlig riktning, och 0,3 kilometer i öst-västlig riktning. Den avvattnas av Tilsi oja som via Orajõgi, Ahja jõgi och Emajõgi mynnar i Peipus.